# Doar o răsuflare
Doar o răsuflare este un film românesc din 2016 regizat de Monica Lăzurean-Gorgan. Rolurile principale au fost interpretate de actorii Familia Sicrea.

## Distribuție
Distribuția filmului este alcătuită din:
- Angelo Sicrea
- Lia Sicrea
- Herman Sabine Ariadna
- Dr. Balin Alexandru
- Dobrin Sicrea
- Dr. Zmeurica Pinte
- Cristian Sincelean
- Orosan Gabriel
- Ioana Sicrea
- Denisa Sicrea